# نايل أوبراين
نايل أوبراين (8 نوفمبر 1981 بدبلن في جمهورية أيرلندا - ) (بالإنجليزية: Niall O'Brien)‏ هو لاعب كريكت أيرلندي. شارك مع منتخب أيرلندا للكريكت. أما مع النوادي، فقد لعب مع Khulna Tigers ‏ وKent County Cricket Club ‏ ونادي مقاطعة ليسترشاير للكريكت ‏ ونادي مقاطعة نورثامبتونشير للكريكت ‏.

## وصلات خارجية
- نايل أوبراين على موقع إي آس بي آن كريك إنفو (الإنجليزية)